# سيرجي تريشوف
سيرجي يفغينيفيتش تريشيوف (بالروسية: Сергей Евгеньевич Трещёв) رائد فضاء سابق في شركة كوروليف للصواريخ والفضاء إنيرغيا، وقضى 184 يومًا في الفضاء بصفته مهندس طيران لفترة طويلة في محطة الفضاء الدولية مع طاقم البعثة الخامسة وخلال المهمة استطاع تريسجاف السير في الفضاء.

## النشأة
ولد في فولنسكي دستركت الواقعة في منطقة ليبيتسك  في روسيا، ووالده يدعى إفغويني جورجيفيتش تريسجاف أما والدته فتدعى نينا دافيدوفنا، لتريسجاف وزوجته، التي تدعى بإلفيرا فيكتوروفنا تريسجاف، ولدان أحدهما يدعى ديمتري الذي ولد في عام 1988 أما الأخر فقد ولد في عام 1992،  وهواياته هي: كرة القدم، وكرة الطائرة، وهوكي الجليد، وكرة التنس، والموسيقى، والتصوير الفوتوغرافي، والفيديوهات.

## الجانب التعليمي
تخرج تريسجاف في المدرسة التقنية بتخصص اللحامة الكهربائية في عام 1976، أما في عام 1982 قد تخرج في معهد موسكو للطاقة متخصصًا في تدريس الهندسة لتخصصات الطاقة الكهربائية.

## الخبرة
كان تريسجاف قائد فريق قوات الكتيبة الجوية منذ عام 1982 حتى عام 1984، وعمل رئيسًا للعمال ومهندسًا في شركة كوروليف للصواريخ والفضاء «إنيرغيا» منذ عام 1984 حتى عام 1986، وقد كانت مسؤولياته تشمل: التحليل، وتخطيط أنشطة رواد الفضاء على متن المحطة الفضائية، والتدريب الفني في مجال الطيران. وقد طور الوثائق التقنية وقام بتنسيق جميع الجوانب فيما يتعلق برواد الفضاء المتدربين بالتعاون مع مركز يوري جاجارين لتدريب رواد الفضاء، وأما مهامه فقد تضمنت: دعم الطاقم والمتدربين فيما يتعلق بالهبوط ومخطط الهروب الطارئ على متن محطة الفضاء «مير» وكان مشغلًا للاختبار خلال فترة اختبارات المجمع الأرضي لتحسين نظام دعم الحياة في ЭУ367/734.

## مسيرته المهنية في الفضاء

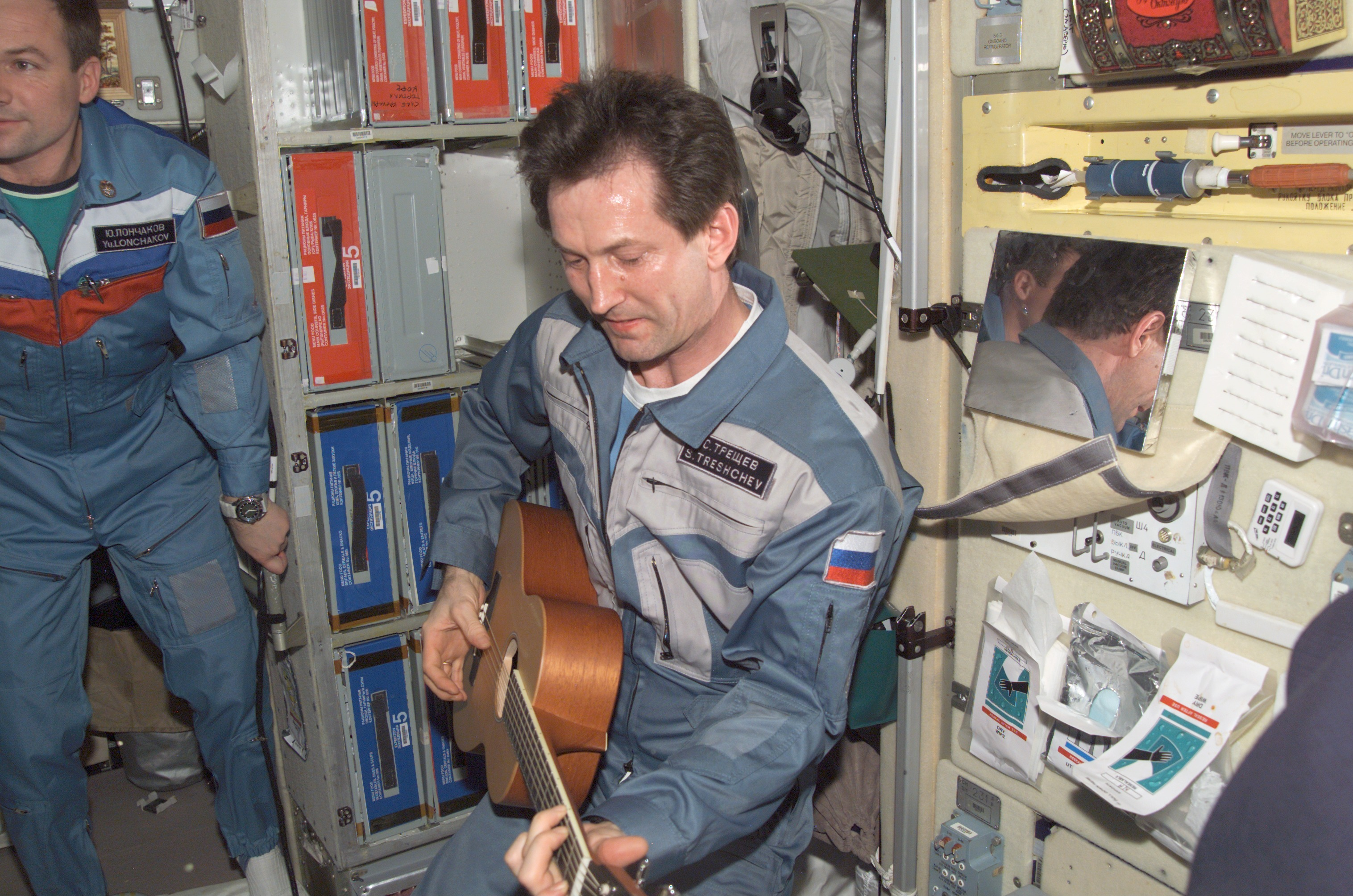
يعزف سيرجي تريشوف الغيتار في وحدة زفيزدا على محطة الفضاء الدولية.

التحق  بكتيبة رواد الفضاء في شركة كورولف للصواريخ والفضاء في عام 1992، وقد أكمل أساسيات دورة تدريب رواد الفضاء منذ عام 1992 حتى عام 1994.  وقضى تريسجاف السنوات الثلاث الأخرى في الاختبارات المتقدمة لتدريب رواد الفضاء منذ عام 1994 حتى 1996.
تدرب تريسجاف في محطة «مير» الاحتياطية كمهندس طيران لطاقم البعثة الخامسة والعشرين منذ يونيو عام 1997 حتى فبراير عام 1998، وقد تدرب في بادئ الأمر  بصفته مهندس طيران في مركبة سويوز «الجيل الرابع» الاحتياطية لطاقم الطوارئ في محطة الفضاء الدولية منذ يونيو عام 1999 حتى يوليو عام 2000.  وقد تدرب كاحتياطي لطاقم البعثة الثالثة في محطة الفضاء العالمية.

### البعثة الخامسة
أُطلق طاقم البعثة الخامسة في الخامس من يونيو عام 2002 على متن المكوك الفضائي لمحطة الفضاء الدولية، ورُفع المكوك الفضائي «انديفور» من مجمع الإطلاق 39 في مركز كينيدي للفضاء الساعة 9 مساءً، و22 دقيقة، و49 ثانية بالتوقيت العالمي، وبعد يومان رسا كلًا من انديفور ومحطة الفضاء الدولية في يونيو عام 2002 الساعة 4 مساء، و25 دقيقة بالتوقيت العالمي وانضم تريسجاف لطاقم البعثة الخامسة لكونه مهندس طيران وأجرى طاقم البعثة الخامسة ما يقارب 25 تحقيقًا على متن محطة الفضاء الدولية بالإضافة إلى استمرار التحقيقات العلمية المختلفة التي قد بدأت قبل مجيئهم، وهدفت هذه التحقيقات العلمية إلى دراسة البلازما الباردة، ونمو البلورات، وتأثير الأشعة على الفضاء وعلى جسم الإنسان، وبعض التجارب الطبية التي تضمنت الدم، والعضلات، والعظام، في حين أجرى الطاقم تجارب فيزيائية.
عاد طاقم البعثة الخامسة للأرض في السابع من ديسمبر عام 2002 على متن المكوك الفضائي «انديفور» في المهمة 113. وهبط المكوك على مدرج مركز كينيدي للفضاء 33 في الساعة 7، و38 دقيقة، و25 ثانية بالتوقيت العالمي، وبذلك أكمل ثاني أطول رحلة فضائية وقد سجل 184 يومًا، و22 ساعة، و15 دقيقة في الفضاء.

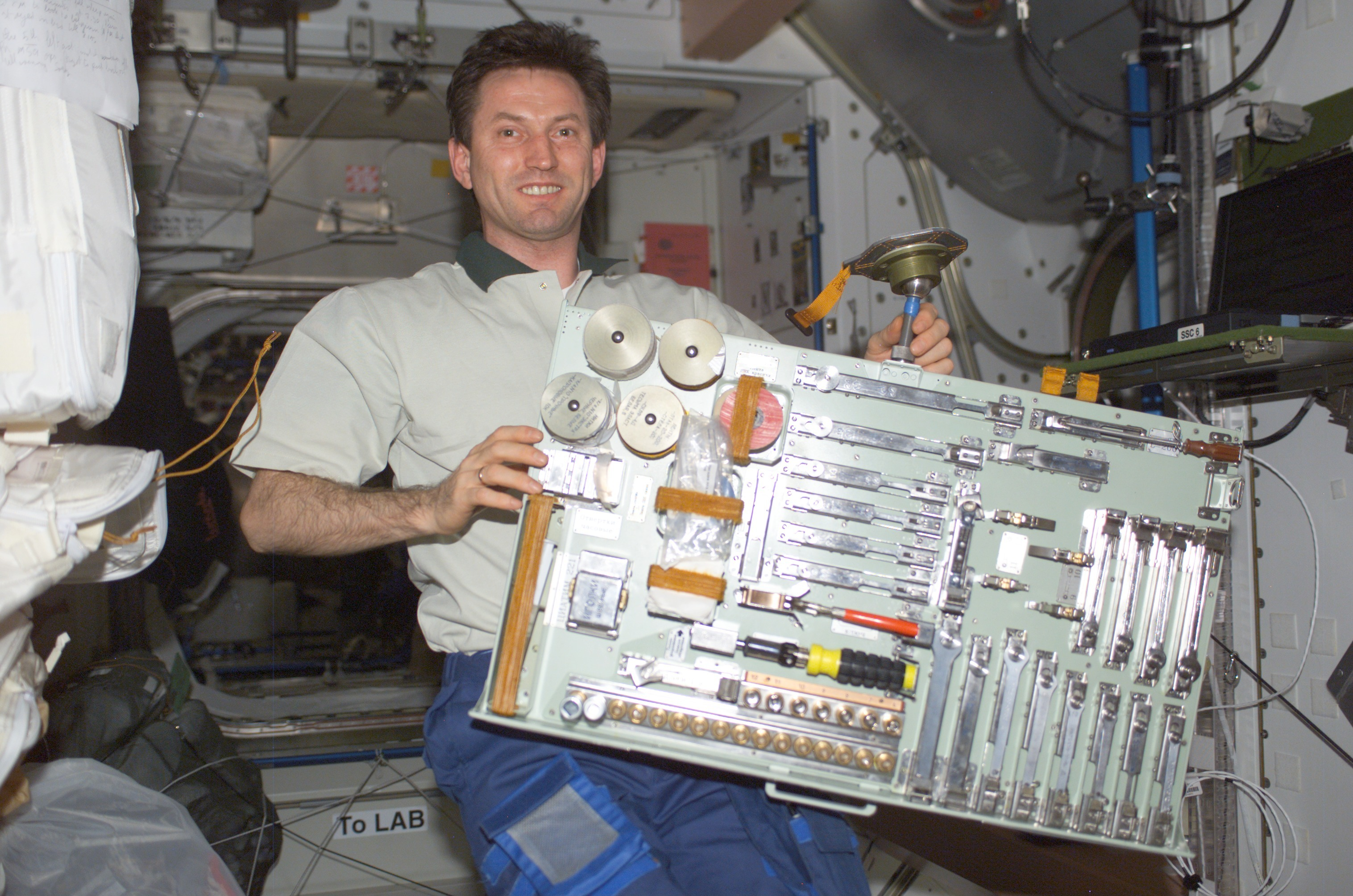
يحمل سيرجي تريشوف منصة نقالة تحتوي على أدوات مختلفة في وحدة محطة الفضاء الدولية.

### السير في الفضاء
بدأ تريسجاف العمل في مجال السير في الفضاء منذ السادس والعشرين من أغسطس عام 2002 وكانت هي وظيفته الأولى والوحيدة. وتأجل الوقت المقرر لبداية عملية السير في الفضاء بسبب وجود تسريب هوائي من البوابات بين غرفة التحكم بالضغط المتواجدة في نظام الإبلاغ عن التقدم المحرز والأثر المتحقق ووحدة «زفيردا» وسُيطر على التسريب ولكن أخذ كلاً من ترسجاف وزميله رائد الفضاء فاليري كورزن ما يقارب نصف ساعة لبدء الإجراءات اللازمة للخروج. بدأ رائدو الفضاء متأخرا في الساعة 5، و27 دقيقة بالتوقيت العالمي، وعلى الرغم من ذلك إلى أنهم أتموا الأعمال المناطة بهم في هذه المهمة وثبت كلاً من ترسجاف وكورزن هيكل على الجزء الخارجي من وحدة «زاريا» لاستيعاب  المكونات اللازمة في مهام التجميع المستقبلية وهم يرتدون بدلة اورلاين «بدلة الفضاء الرسمية»: وهي بدلة فضاء مكونة من قطعة واحدة وتُستخدم في برامج الفضاء الروسية والاتحاد السوفييتي وبعض الدول الأخرى من ضمنها وكالة ناسا، وقد ركبوا أيضاً عينات من مواد جديدة للتجربة على وكالة الفضاء اليابانية خارج «زفيردا» والتي من شأنها تسهيل مهمة توجيه الحبال خلال السير على الفضاء في المستقبل، وطور كلاً من رائدي الفضاء محطة مستقبلية للهواة على «زفيردا» ونُظمت عملية السير في الفضاء من غرفة الضغط في نظام الإبلاغ عن التقدم المحرز والأثر المتحقق لرسو السفن والتي استمرت لخمس ساعات متواصلة وواحد وعشرون دقيقة.

## روابط خارجية
- موقع وكالة ناسا
- السيرة الفضائية لسيرجي تريسجاف.